# Campeonato Mundial de Voleibol Masculino Sub-19 de 2023
O Campeonato Mundial de Voleibol Masculino Sub-19 de 2023 foi a 18.ª edição deste torneio bienal juvenil organizado pela Federação Internacional de Voleibol (FIVB). O torneio ocorreu entre os dias 2 e 11 de agosto e contou com a participação de 20 seleções.
Pela primeira vez na história, em ambas as categorias e gêneros, a França conquistou o título de um Campeonato Mundial da FIVB ao derrotar a seleção iraniana na final por 3 sets a 1. Na disputa pela medalha de bronze, a seleção coreana derrotou pelo mesmo placar a seleção dos Estados Unidos e completou o pódio do torneio.  O ponteiro francês Mathis Henno foi eleito o melhor jogador do campeonato.

## Equipes participantes
Um total de 20 seleções se classificaram para o Campeonato Mundial Sub-19 de 2023. Além da Argentina, que se classificou automaticamente como anfitriã do torneio, as outras 19 seleções se classificaram em cinco competições continentais.
| Qualificação                            | Data                  | Sede                | Vagas | Qualificados   | Última participação |
| --------------------------------------- | --------------------- | ------------------- | ----- | -------------- | ------------------- |
| País-sede                               | 24 de janeiro de 2023 | Lausanne            | 1     | Argentina      | 2021                |
| Campeonato Asiático Sub-18 de 2022      | 15–22 de agosto       | Teerã               | 4     | Japão          | 2019                |
| Campeonato Asiático Sub-18 de 2022      | 15–22 de agosto       | Teerã               | 4     | Irã            | 2021                |
| Campeonato Asiático Sub-18 de 2022      | 15–22 de agosto       | Teerã               | 4     | Índia          | 2021                |
| Campeonato Asiático Sub-18 de 2022      | 15–22 de agosto       | Teerã               | 4     | Coreia do Sul  | 2019                |
| Campeonato Sul-Americano Sub-19 de 2022 | 24–28 de agosto       | Araguari            | 3     | Brasil         | 2021                |
| Campeonato Sul-Americano Sub-19 de 2022 | 24–28 de agosto       | Araguari            | 3     | Colômbia       | 2021                |
| Campeonato Sul-Americano Sub-19 de 2022 | 24–28 de agosto       | Araguari            | 3     | Chile          | 2017                |
| Campeonato Africano Sub-19 de 2022      | 1–11 de setembro      | El Jadida           | 2     | Nigéria        | 2021                |
| Campeonato Africano Sub-19 de 2022      | 1–11 de setembro      | El Jadida           | 2     | Egito          | 2021                |
| Campeonato Europeu Sub-18 de 2022       | 9–17 de julho         | Tiblíssi            | 6     | Itália         | 2021                |
| Campeonato Europeu Sub-18 de 2022       | 9–17 de julho         | Tiblíssi            | 6     | França         | 2017                |
| Campeonato Europeu Sub-18 de 2022       | 9–17 de julho         | Tiblíssi            | 6     | Bulgária       | 2021                |
| Campeonato Europeu Sub-18 de 2022       | 9–17 de julho         | Tiblíssi            | 6     | Sérvia         | 2011                |
| Campeonato Europeu Sub-18 de 2022       | 9–17 de julho         | Tiblíssi            | 6     | Eslovênia      | Estreante           |
| Campeonato Europeu Sub-18 de 2022       | 9–17 de julho         | Tiblíssi            | 6     | Bélgica        | 2021                |
| Copa Pan-Americana Sub-19 de 2022       | 23–28 de maio         | Cidade da Guatemala | 4     | Estados Unidos | 2019                |
| Copa Pan-Americana Sub-19 de 2022       | 23–28 de maio         | Cidade da Guatemala | 4     | México         | 2019                |
| Copa Pan-Americana Sub-19 de 2022       | 23–28 de maio         | Cidade da Guatemala | 4     | Porto Rico     | 2017                |
| Copa Pan-Americana Sub-19 de 2022       | 23–28 de maio         | Cidade da Guatemala | 4     | Costa Rica     | 1993                |

## Locais das partidas
| San Juan, Argentina  | San Juan, Argentina   |
| Estádio Aldo Cantoni | Complexo La Superiora |
| -------------------- | --------------------- |
|                      |                       |
| Capacidade: 8 000    | Capacidade: 2 500     |

## Regulamento
A competição foi disputada por 20 seleções mundiais, distribuídas proporcionalmente em quatro grupos, A, B, C e D, todas se enfreando em cada grupo, resultando em 16 times classificados para a disputa das oitavas de final e as demais disputaram as posições do décimo sétimo ao vigésimo lugar.

## Sorteio dos grupos
O sorteio dos grupos foi realizado no dia 31 de março em Lausanne, na Suíça, e foi transmitido ao vivo no canal Volleyball World no YouTube.
| Grupo A        | Grupo B   | Grupo C       | Grupo D |
| -------------- | --------- | ------------- | ------- |
| Argentina      | Bulgária  | Irã           | Itália  |
| Egito          | Índia     | Nigéria       | Brasil  |
| Estados Unidos | Japão     | Colômbia      | Bélgica |
| Sérvia         | França    | Porto Rico    | México  |
| Costa Rica     | Eslovênia | Coreia do Sul | Chile   |

## Fase de grupos
|  | Qualificados para as oitavas de final             |
|  | Qualificados para as disputas do 17º ao 20º lugar |

- As partidas seguem o horário local (UTC−3).

### Grupo A
|     |                |     | Jogos | Jogos | Jogos | Resultados | Resultados | Resultados | Resultados | Resultados | Resultados | Sets | Sets | Sets  | Pontos | Pontos | Pontos |
| Pos | Equipe         | Pts | T     | V     | D     | 3–0        | 3–1        | 3–2        | 2–3        | 1–3        | 0–3        | V    | P    | R     | V      | P      | R      |
| --- | -------------- | --- | ----- | ----- | ----- | ---------- | ---------- | ---------- | ---------- | ---------- | ---------- | ---- | ---- | ----- | ------ | ------ | ------ |
| 1   | Estados Unidos | 9   | 4     | 3     | 1     | 3          | 0          | 0          | 0          | 1          | 0          | 10   | 3    | 3.333 | 307    | 257    | 1.195  |
| 2   | Egito          | 9   | 4     | 3     | 1     | 1          | 2          | 0          | 0          | 0          | 1          | 9    | 5    | 1.800 | 333    | 319    | 1.044  |
| 3   | Argentina      | 6   | 4     | 2     | 2     | 2          | 0          | 0          | 0          | 1          | 1          | 7    | 6    | 1.167 | 293    | 267    | 1.097  |
| 4   | Sérvia         | 6   | 4     | 2     | 2     | 1          | 1          | 0          | 0          | 1          | 1          | 7    | 7    | 1,000 | 311    | 303    | 1.026  |
| 5   | Costa Rica     | 0   | 4     | 0     | 4     | 0          | 0          | 0          | 0          | 0          | 4          | 0    | 12   | 0,000 | 202    | 300    | 0.673  |

| Data  | Hora  |                | Placar |                | Set 1 | Set 2 | Set 3 | Set 4 | Set 5 | Total  | Relatório |
| ----- | ----- | -------------- | ------ | -------------- | ----- | ----- | ----- | ----- | ----- | ------ | --------- |
| 2 ago | 18:00 | Egito          | 3–1    | Sérvia         | 25–16 | 18–25 | 30–28 | 28–26 |       | 101–95 | Relatório |
| 2 ago | 21:00 | Argentina      | 3–0    | Costa Rica     | 25–14 | 25–16 | 25–13 |       |       | 75–43  | Relatório |
| 3 ago | 18:00 | Estados Unidos | 3–0    | Costa Rica     | 25–20 | 25–16 | 25–15 |       |       | 75–51  | Relatório |
| 3 ago | 21:00 | Argentina      | 3–0    | Sérvia         | 25–14 | 25–12 | 25–22 |       |       | 75–48  | Relatório |
| 4 ago | 18:00 | Sérvia         | 3–0    | Costa Rica     | 25–13 | 25–18 | 25–15 |       |       | 75–46  | Relatório |
| 4 ago | 21:00 | Egito          | 0–3    | Estados Unidos | 14–25 | 18–25 | 24–26 |       |       | 56–76  | Relatório |
| 5 ago | 18:00 | Egito          | 3–0    | Costa Rica     | 25–20 | 25–21 | 25–21 |       |       | 75–62  | Relatório |
| 5 ago | 21:00 | Argentina      | 0–3    | Estados Unidos | 19–25 | 18–25 | 20–25 |       |       | 57–75  | Relatório |
| 6 ago | 18:00 | Estados Unidos | 1–3    | Sérvia         | 22–25 | 25–18 | 21–25 | 13–25 |       | 81–93  | Relatório |
| 6 ago | 21:00 | Argentina      | 1–3    | Egito          | 16–25 | 28–26 | 21–25 | 21–25 |       | 86–101 | Relatório |

### Grupo B
|     |           |     | Jogos | Jogos | Jogos | Resultados | Resultados | Resultados | Resultados | Resultados | Resultados | Sets | Sets | Sets  | Pontos | Pontos | Pontos |
| Pos | Equipe    | Pts | T     | V     | D     | 3–0        | 3–1        | 3–2        | 2–3        | 1–3        | 0–3        | V    | P    | R     | V      | P      | R      |
| --- | --------- | --- | ----- | ----- | ----- | ---------- | ---------- | ---------- | ---------- | ---------- | ---------- | ---- | ---- | ----- | ------ | ------ | ------ |
| 1   | França    | 12  | 4     | 4     | 0     | 2          | 2          | 0          | 0          | 0          | 0          | 12   | 2    | 6,000 | 345    | 261    | 1.322  |
| 2   | Bulgária  | 8   | 4     | 3     | 1     | 1          | 1          | 1          | 0          | 1          | 0          | 10   | 6    | 1.667 | 379    | 345    | 1.099  |
| 3   | Eslovênia | 7   | 4     | 2     | 2     | 1          | 1          | 0          | 1          | 0          | 1          | 8    | 7    | 1.143 | 332    | 311    | 1.068  |
| 4   | Japão     | 3   | 4     | 1     | 3     | 1          | 0          | 0          | 0          | 3          | 0          | 6    | 9    | 0.667 | 338    | 350    | 0.966  |
| 5   | Índia     | 0   | 4     | 0     | 4     | 0          | 0          | 0          | 0          | 0          | 4          | 0    | 12   | 0,000 | 173    | 300    | 0.577  |

| Data  | Hora  |           | Placar |           | Set 1 | Set 2 | Set 3 | Set 4 | Set 5 | Total   | Relatório |
| ----- | ----- | --------- | ------ | --------- | ----- | ----- | ----- | ----- | ----- | ------- | --------- |
| 2 ago | 11:00 | Índia     | 0–3    | França    | 8–25  | 8–25  | 18–25 |       |       | 34–75   | Relatório |
| 2 ago | 14:00 | Bulgária  | 3–2    | Eslovênia | 25–16 | 23–25 | 24–26 | 27–25 | 15–9  | 114–101 | Relatório |
| 3 ago | 11:00 | Japão     | 1–3    | Eslovênia | 23–25 | 13–25 | 25–21 | 16–25 |       | 77–96   | Relatório |
| 3 ago | 14:00 | Bulgária  | 1–3    | França    | 21–25 | 25–20 | 18–25 | 19–25 |       | 83–95   | Relatório |
| 4 ago | 11:00 | Eslovênia | 0–3    | França    | 18–25 | 20–25 | 22–25 |       |       | 60–75   | Relatório |
| 4 ago | 14:00 | Índia     | 0–3    | Japão     | 12–25 | 16–25 | 19–25 |       |       | 47–75   | Relatório |
| 5 ago | 11:00 | Índia     | 0–3    | Eslovênia | 9–25  | 15–25 | 21–25 |       |       | 45–75   | Relatório |
| 5 ago | 14:00 | Bulgária  | 3–1    | Japão     | 34–32 | 26–24 | 22–25 | 25–21 |       | 107–102 | Relatório |
| 6 ago | 11:00 | Japão     | 1–3    | França    | 15–25 | 27–25 | 19–25 | 23–25 |       | 84–100  | Relatório |
| 6 ago | 14:00 | Bulgária  | 3–0    | Índia     | 25–16 | 25–14 | 25–17 |       |       | 75–47   | Relatório |

### Grupo C
|     |               |     | Jogos | Jogos | Jogos | Resultados | Resultados | Resultados | Resultados | Resultados | Resultados | Sets | Sets | Sets  | Pontos | Pontos | Pontos |
| Pos | Equipe        | Pts | T     | V     | D     | 3–0        | 3–1        | 3–2        | 2–3        | 1–3        | 0–3        | V    | P    | R     | V      | P      | R      |
| --- | ------------- | --- | ----- | ----- | ----- | ---------- | ---------- | ---------- | ---------- | ---------- | ---------- | ---- | ---- | ----- | ------ | ------ | ------ |
| 1   | Irã           | 12  | 4     | 4     | 0     | 4          | 0          | 0          | 0          | 0          | 0          | 12   | 0    | MAX   | 300    | 159    | 1.887  |
| 2   | Coreia do Sul | 9   | 4     | 3     | 1     | 2          | 1          | 0          | 0          | 0          | 1          | 9    | 4    | 2.250 | 309    | 206    | 1.500  |
| 2   | Colômbia      | 6   | 4     | 2     | 2     | 2          | 0          | 0          | 0          | 1          | 1          | 7    | 6    | 1.167 | 291    | 230    | 1.265  |
| 4   | Porto Rico    | 3   | 4     | 1     | 3     | 1          | 0          | 0          | 0          | 0          | 3          | 3    | 9    | 0.333 | 221    | 226    | 0.978  |
| 5   | Nigéria       | 0   | 4     | 0     | 4     | 0          | 0          | 0          | 0          | 0          | 4          | 0    | 12   | 0,000 | 0      | 300    | 0,000  |

| Data  | Hora  |            | Placar |               | Set 1 | Set 2 | Set 3 | Set 4 | Set 5 | Total | Relatório |
| ----- | ----- | ---------- | ------ | ------------- | ----- | ----- | ----- | ----- | ----- | ----- | --------- |
| 2 ago | 11:00 | Nigéria    | 0–3    | Porto Rico    | 0–25  | 0–25  | 0–25  |       |       | 0–75  | Relatório |
| 2 ago | 14:00 | Irã        | 3–0    | Coreia do Sul | 25–20 | 25–20 | 25–23 |       |       | 75–63 | Relatório |
| 3 ago | 11:00 | Colômbia   | 1–3    | Coreia do Sul | 18–25 | 25–27 | 25–19 | 21–25 |       | 89–96 | Relatório |
| 3 ago | 14:00 | Irã        | 3–0    | Porto Rico    | 25–18 | 25–15 | 25–12 |       |       | 75–45 | Relatório |
| 4 ago | 11:00 | Nigéria    | 0–3    | Colômbia      | 0–25  | 0–25  | 0–25  |       |       | 0–75  | Relatório |
| 4 ago | 14:00 | Porto Rico | 0–3    | Coreia do Sul | 13–25 | 18–25 | 11–25 |       |       | 42–75 | Relatório |
| 5 ago | 11:00 | Nigéria    | 0–3    | Coreia do Sul | 0–25  | 0–25  | 0–25  |       |       | 0–75  | Relatório |
| 5 ago | 14:00 | Irã        | 3–0    | Colômbia      | 25–13 | 25–22 | 25–16 |       |       | 75–51 | Relatório |
| 6 ago | 11:00 | Irã        | 3–0    | Nigéria       | 25–0  | 25–0  | 25–0  |       |       | 75–0  | Relatório |
| 6 ago | 14:00 | Colômbia   | 3–0    | Porto Rico    | 25–14 | 25–21 | 26–24 |       |       | 76–59 | Relatório |

### Grupo D
|     |         |     | Jogos | Jogos | Jogos | Resultados | Resultados | Resultados | Resultados | Resultados | Resultados | Sets | Sets | Sets  | Pontos | Pontos | Pontos |
| Pos | Equipe  | Pts | T     | V     | D     | 3–0        | 3–1        | 3–2        | 2–3        | 1–3        | 0–3        | V    | P    | R     | V      | P      | R      |
| --- | ------- | --- | ----- | ----- | ----- | ---------- | ---------- | ---------- | ---------- | ---------- | ---------- | ---- | ---- | ----- | ------ | ------ | ------ |
| 1   | Itália  | 12  | 4     | 4     | 0     | 2          | 2          | 0          | 0          | 0          | 0          | 12   | 2    | 6,000 | 348    | 279    | 1.247  |
| 2   | Bélgica | 8   | 4     | 3     | 1     | 2          | 0          | 1          | 0          | 1          | 0          | 10   | 5    | 2,000 | 334    | 320    | 1.044  |
| 3   | Brasil  | 7   | 4     | 2     | 2     | 2          | 0          | 0          | 1          | 1          | 0          | 9    | 6    | 1.500 | 341    | 311    | 1.096} |
| 4   | México  | 3   | 4     | 1     | 3     | 0          | 1          | 0          | 0          | 0          | 3          | 3    | 10   | 0.300 | 268    | 305    | 0.879} |
| 5   | Chile   | 0   | 4     | 0     | 4     | 0          | 0          | 0          | 0          | 1          | 3          | 1    | 12   | 0.083 | 244    | 320    | 0.763  |

| Data  | Hora  |         | Placar |         | Set 1 | Set 2 | Set 3 | Set 4 | Set 5 | Total   | Relatório |
| ----- | ----- | ------- | ------ | ------- | ----- | ----- | ----- | ----- | ----- | ------- | --------- |
| 2 ago | 17:00 | Brasil  | 3–0    | México  | 25–19 | 25–17 | 25–23 |       |       | 75–59   | Relatório |
| 2 ago | 20:00 | Itália  | 3–0    | Chile   | 25–19 | 25–16 | 25–19 |       |       | 75–54   | Relatório |
| 3 ago | 17:00 | Bélgica | 3–0    | Chile   | 25–21 | 25–18 | 25–22 |       |       | 75–61   | Relatório |
| 3 ago | 20:00 | Itália  | 3–0    | México  | 25–20 | 25–15 | 25–21 |       |       | 75–56   | Relatório |
| 4 ago | 17:00 | México  | 3–1    | Chile   | 25–14 | 25–19 | 20–25 | 25–22 |       | 95–80   | Relatório |
| 4 ago | 20:00 | Brasil  | 2–3    | Bélgica | 25–18 | 25–21 | 21–25 | 18–25 | 13–15 | 102–104 | Relatório |
| 5 ago | 17:00 | Brasil  | 3–0    | Chile   | 25–11 | 25–17 | 25–21 |       |       | 75–49   | Relatório |
| 5 ago | 20:00 | Itália  | 3–1    | Bélgica | 25–16 | 25–15 | 23–25 | 26–24 |       | 99–80   | Relatório |
| 6 ago | 17:00 | Bélgica | 3–0    | México  | 25–19 | 25–22 | 25–17 |       |       | 75–58   | Relatório |
| 6 ago | 20:00 | Itália  | 3–1    | Brasil  | 25–17 | 25–23 | 24–26 | 25–23 |       | 99–89   | Relatório |

## Fase final

### 17º – 20º lugar
|     |            |     | Jogos | Jogos | Jogos | Resultados | Resultados | Resultados | Resultados | Resultados | Resultados | Sets | Sets | Sets  | Pontos | Pontos | Pontos |
| Pos | Equipe     | Pts | T     | V     | D     | 3–0        | 3–1        | 3–2        | 2–3        | 1–3        | 0–3        | V    | P    | R     | V      | P      | R      |
| --- | ---------- | --- | ----- | ----- | ----- | ---------- | ---------- | ---------- | ---------- | ---------- | ---------- | ---- | ---- | ----- | ------ | ------ | ------ |
| 1   | Índia      | 7   | 3     | 2     | 1     | 2          | 0          | 0          | 1          | 0          | 0          | 8    | 3    | 2.667 | 258    | 162    | 1.593  |
| 2   | Costa Rica | 6   | 3     | 2     | 1     | 1          | 0          | 1          | 1          | 0          | 0          | 8    | 5    | 1.600 | 279    | 209    | 1.335  |
| 3   | Chile      | 5   | 3     | 2     | 1     | 1          | 0          | 1          | 0          | 0          | 1          | 6    | 5    | 1.200 | 236    | 177    | 1.333  |
| 4   | Nigéria    | 0   | 3     | 0     | 3     | 0          | 0          | 0          | 0          | 0          | 3          | 0    | 9    | 0,000 | 0      | 225    | 0,000  |

| Data   | Hora |            | Placar |         | Set 1 | Set 2 | Set 3 | Set 4 | Set 5 | Total   | Relatório |
| ------ | ---- | ---------- | ------ | ------- | ----- | ----- | ----- | ----- | ----- | ------- | --------- |
| 8 ago  | 9:00 | Índia      | 3–0    | Chile   | 27–25 | 25–16 | 25–17 |       |       | 77–58   | Relatório |
| 8 ago  | 9:00 | Costa Rica | 3–0    | Nigéria | 25–0  | 25–0  | 25–0  |       |       | 75–0    | Relatório |
| 9 ago  | 9:00 | Costa Rica | 2–3    | Chile   | 15–25 | 25–17 | 25–19 | 20–25 | 15–17 | 100–103 | Relatório |
| 9 ago  | 9:00 | Índia      | 3–0    | Nigéria | 25–0  | 25–0  | 25–0  |       |       | 75–0    | Relatório |
| 10 ago | 9:00 | Nigéria    | 0–3    | Chile   | 0–25  | 0–25  | 0–25  |       |       | 0–75    | Relatório |
| 10 ago | 9:00 | Costa Rica | 3–2    | Índia   | 25–21 | 25–23 | 20–25 | 19–25 | 15–12 | 104–106 | Relatório |

### Chaveamento final
|  | Oitavas de final | Oitavas de final |                |   | Quartas de final | Quartas de final |        |        | Semifinais | Semifinais |  |  | Final | Final |
|  |                  |                  |                |   |                  |                  |        |        |            |            |  |  |       |       |
|  | 8 ago            |                  |                |   |                  |                  |        |        |            |            |  |  |       |       |
|  |                  |                  |                |   |                  |                  |        |        |            |            |  |  |       |       |
|  | Estados Unidos   | 3                |                |   |                  |                  |        |        |            |            |  |  |       |       |
|  | Estados Unidos   | 3                | 9 ago          |   |                  |                  |        |        |            |            |  |  |       |       |
|  | Porto Rico       | 0                |                |   |                  |                  |        |        |            |            |  |  |       |       |
|  | Porto Rico       | 0                | Estados Unidos | 3 |                  |                  |        |        |            |            |  |  |       |       |
|  | 8 ago            |                  | Estados Unidos | 3 |                  |                  |        |        |            |            |  |  |       |       |
|  |                  | Bulgária         | 0              |   |                  |                  |        |        |            |            |  |  |       |       |
|  | Bulgária         | Bulgária         | 0              | 3 |                  |                  |        |        |            |            |  |  |       |       |
|  | Bulgária         |                  | 10 ago         | 3 |                  |                  |        |        |            |            |  |  |       |       |
|  | Brasil           | 2                |                |   |                  |                  |        |        |            |            |  |  |       |       |
|  | Brasil           | 2                | Estados Unidos | 0 |                  |                  |        |        |            |            |  |  |       |       |
|  | 8 ago            |                  | Estados Unidos | 0 |                  |                  |        |        |            |            |  |  |       |       |
|  |                  | França           | 3              |   |                  |                  |        |        |            |            |  |  |       |       |
|  | França           | França           | 3              | 3 |                  |                  |        |        |            |            |  |  |       |       |
|  | França           | 9 ago            |                | 3 |                  |                  |        |        |            |            |  |  |       |       |
|  | México           | 0                |                |   |                  |                  |        |        |            |            |  |  |       |       |
|  | México           | 0                | França         | 3 |                  |                  |        |        |            |            |  |  |       |       |
|  | 8 ago            |                  | França         | 3 |                  |                  |        |        |            |            |  |  |       |       |
|  |                  | Egito            | 0              |   |                  |                  |        |        |            |            |  |  |       |       |
|  | Egito            | Egito            | 0              | 3 |                  |                  |        |        |            |            |  |  |       |       |
|  | Egito            |                  | 11 ago         | 3 |                  |                  |        |        |            |            |  |  |       |       |
|  | Colômbia         | 1                |                |   |                  |                  |        |        |            |            |  |  |       |       |
|  | Colômbia         | 1                | França         | 3 |                  |                  |        |        |            |            |  |  |       |       |
|  | 8 ago            |                  | França         | 3 |                  |                  |        |        |            |            |  |  |       |       |
|  |                  | Irã              | 1              |   |                  |                  |        |        |            |            |  |  |       |       |
|  | Irã              | Irã              | 1              | 3 |                  |                  |        |        |            |            |  |  |       |       |
|  | Irã              | 9 ago            |                | 3 |                  |                  |        |        |            |            |  |  |       |       |
|  | Sérvia           | 2                |                |   |                  |                  |        |        |            |            |  |  |       |       |
|  | Sérvia           | 2                | Irã            | 3 |                  |                  |        |        |            |            |  |  |       |       |
|  | 8 ago            |                  | Irã            | 3 |                  |                  |        |        |            |            |  |  |       |       |
|  |                  | Bélgica          | 0              |   |                  |                  |        |        |            |            |  |  |       |       |
|  | Bélgica          | Bélgica          | 0              | 3 |                  |                  |        |        |            |            |  |  |       |       |
|  | Bélgica          |                  | 10 ago         | 3 |                  |                  |        |        |            |            |  |  |       |       |
|  | Eslovênia        | 1                |                |   |                  |                  |        |        |            |            |  |  |       |       |
|  | Eslovênia        | 1                | Irã            | 3 |                  |                  |        |        |            |            |  |  |       |       |
|  | 8 ago            |                  | Irã            | 3 |                  |                  |        |        |            |            |  |  |       |       |
|  |                  | Coreia do Sul    | 1              |   | Terceiro lugar   | Terceiro lugar   |        |        |            |            |  |  |       |       |
|  | Itália           | Coreia do Sul    | 1              | 3 | Terceiro lugar   | Terceiro lugar   |        |        |            |            |  |  |       |       |
|  | Itália           | 9 ago            | 9 ago          | 3 |                  |                  | 11 ago | 11 ago |            |            |  |  |       |       |
|  | Japão            | 9 ago            | 9 ago          | 0 |                  |                  | 11 ago | 11 ago |            |            |  |  |       |       |
|  | Japão            | Itália           | 0              | 0 | Estados Unidos   | 1                |        |        |            |            |  |  |       |       |
|  | 8 ago            | Itália           | 0              |   | Estados Unidos   | 1                |        |        |            |            |  |  |       |       |
|  |                  | Coreia do Sul    | 3              |   | Coreia do Sul    | 3                |        |        |            |            |  |  |       |       |
|  | Coreia do Sul    | Coreia do Sul    | 3              | 3 | Coreia do Sul    | 3                |        |        |            |            |  |  |       |       |
|  | Coreia do Sul    |                  |                | 3 |                  |                  |        |        |            |            |  |  |       |       |
|  | Argentina        | 2                |                |   |                  |                  |        |        |            |            |  |  |       |       |
|  | Argentina        | 2                |                |   |                  |                  |        |        |            |            |  |  |       |       |

#### Oitavas de final
| Data  | Hora  |                | Placar |            | Set 1 | Set 2 | Set 3 | Set 4 | Set 5 | Total   | Relatório |
| ----- | ----- | -------------- | ------ | ---------- | ----- | ----- | ----- | ----- | ----- | ------- | --------- |
| 8 ago | 11:00 | Egito          | 3–1    | Colômbia   | 25–21 | 20–25 | 25–16 | 30–28 |       | 100–90  | Relatório |
| 8 ago | 12:00 | Bélgica        | 3–1    | Eslovênia  | 25–18 | 26–28 | 31–29 | 25–22 |       | 107–97  | Relatório |
| 8 ago | 14:00 | Irã            | 3–2    | Sérvia     | 11–25 | 25–19 | 24–26 | 25–18 | 15–12 | 100–100 | Relatório |
| 8 ago | 15:00 | França         | 3–0    | México     | 25–19 | 25–15 | 25–13 |       |       | 75–47   | Relatório |
| 8 ago | 18:00 | Estados Unidos | 3–0    | Porto Rico | 28–26 | 25–17 | 25–17 |       |       | 78–60   | Relatório |
| 8 ago | 18:00 | Bulgária       | 3–2    | Brasil     | 25–17 | 19–25 | 23–25 | 25–14 | 15–9  | 107–90  | Relatório |
| 8 ago | 21:00 | Itália         | 3–0    | Japão      | 25–20 | 25–12 | 25–23 |       |       | 75–55   | Relatório |
| 8 ago | 21:00 | Coreia do Sul  | 3–2    | Argentina  | 17–25 | 25–21 | 25–20 | 17–25 | 15–9  | 99–100  | Relatório |

#### Quartas de final
| Data  | Hora  |                | Placar |               | Set 1 | Set 2 | Set 3 | Set 4 | Set 5 | Total | Relatório |
| ----- | ----- | -------------- | ------ | ------------- | ----- | ----- | ----- | ----- | ----- | ----- | --------- |
| 9 ago | 11:00 | Estados Unidos | 3–0    | Bulgária      | 25–21 | 25–21 | 28–26 |       |       | 78–68 | Relatório |
| 9 ago | 14:00 | França         | 3–0    | Egito         | 25–21 | 25–11 | 25–17 |       |       | 75–49 | Relatório |
| 9 ago | 18:00 | Irã            | 3–0    | Bélgica       | 25–20 | 25–15 | 25–12 |       |       | 75–47 | Relatório |
| 9 ago | 21:00 | Itália         | 0–3    | Coreia do Sul | 25–27 | 16–25 | 26–28 |       |       | 67–80 | Relatório |

#### Semifinais
| Data   | Hora  |                | Placar |               | Set 1 | Set 2 | Set 3 | Set 4 | Set 5 | Total | Relatório |
| ------ | ----- | -------------- | ------ | ------------- | ----- | ----- | ----- | ----- | ----- | ----- | --------- |
| 10 ago | 18:00 | Estados Unidos | 0–3    | França        | 10–25 | 17–25 | 12–25 |       |       | 39–75 | Relatório |
| 10 ago | 21:00 | Irã            | 3–1    | Coreia do Sul | 18–25 | 25–21 | 25–20 | 25–16 |       | 93–82 | Relatório |

#### Terceiro lugar
| Data   | Hora  |                | Placar |               | Set 1 | Set 2 | Set 3 | Set 4 | Set 5 | Total | Relatório |
| ------ | ----- | -------------- | ------ | ------------- | ----- | ----- | ----- | ----- | ----- | ----- | --------- |
| 11 ago | 17:00 | Estados Unidos | 1–3    | Coreia do Sul | 18–25 | 19–25 | 25–21 | 23–25 |       | 85–96 | Relatório |

#### Final
| Data   | Hora  |        | Placar |     | Set 1 | Set 2 | Set 3 | Set 4 | Set 5 | Total | Relatório |
| ------ | ----- | ------ | ------ | --- | ----- | ----- | ----- | ----- | ----- | ----- | --------- |
| 11 ago | 20:00 | França | 3–1    | Irã | 25–22 | 16–25 | 25–18 | 25–21 |       | 91–86 | Relatório |

### 5º – 8º lugar
|  | 5º – 8º lugar | 5º – 8º lugar |              |   | Quinto lugar | Quinto lugar |
|  |               |               |              |   |              |              |
|  | 10 ago        |               |              |   |              |              |
|  |               |               |              |   |              |              |
|  | Bulgária      | 3             |              |   |              |              |
|  | Bulgária      | 3             | 11 ago       |   |              |              |
|  | Egito         | 2             |              |   |              |              |
|  | Egito         | 2             | Bulgária     | 3 |              |              |
|  | 10 ago        |               | Bulgária     | 3 |              |              |
|  |               | Bélgica       | 1            |   |              |              |
|  | Bélgica       | Bélgica       | 1            | 3 |              |              |
|  | Bélgica       |               |              | 3 |              |              |
|  | Itália        | 2             |              |   |              |              |
|  | Itália        | 2             | Sétimo lugar |   |              |              |
|  |               |               |              |   |              |              |
|  | 11 ago        |               |              |   |              |              |
|  |               |               |              |   |              |              |
|  | Egito         | 0             |              |   |              |              |
|  | Egito         | 0             |              |   |              |              |
|  | Itália        | 3             |              |   |              |              |

#### 5º – 8º lugar
| Data   | Hora  |          | Placar |        | Set 1 | Set 2 | Set 3 | Set 4 | Set 5 | Total   | Relatório |
| ------ | ----- | -------- | ------ | ------ | ----- | ----- | ----- | ----- | ----- | ------- | --------- |
| 10 ago | 11:00 | Bulgária | 3–2    | Egito  | 25–23 | 26–28 | 25–21 | 22–25 | 15–12 | 113–109 | Relatório |
| 10 ago | 14:00 | Bélgica  | 3–2    | Itália | 18–25 | 25–22 | 16–25 | 25–20 | 17–15 | 101–107 | Relatório |

#### Sétimo lugar
| Data   | Hora  |       | Placar |        | Set 1 | Set 2 | Set 3 | Set 4 | Set 5 | Total | Relatório |
| ------ | ----- | ----- | ------ | ------ | ----- | ----- | ----- | ----- | ----- | ----- | --------- |
| 11 ago | 11:00 | Egito | 0–3    | Itália | 16–25 | 22–25 | 23–25 |       |       | 61–75 | Relatório |

#### Quinto lugar
| Data   | Hora  |          | Placar |         | Set 1 | Set 2 | Set 3 | Set 4 | Set 5 | Total | Relatório |
| ------ | ----- | -------- | ------ | ------- | ----- | ----- | ----- | ----- | ----- | ----- | --------- |
| 11 ago | 14:00 | Bulgária | 3–1    | Bélgica | 25–23 | 21–25 | 25–9  | 25–22 |       | 96–79 | Relatório |

### 9º – 16º lugar
|  | 9º – 16º lugar | 9º – 16º lugar |           |   | 9º – 12º lugar        | 9º – 12º lugar        |  |  | Nono lugar | Nono lugar |
|  |                |                |           |   |                       |                       |  |  |            |            |
|  | 9 ago          |                |           |   |                       |                       |  |  |            |            |
|  |                |                |           |   |                       |                       |  |  |            |            |
|  | Porto Rico     | 0              |           |   |                       |                       |  |  |            |            |
|  | Porto Rico     | 0              | 10 ago    |   |                       |                       |  |  |            |            |
|  | Brasil         | 3              |           |   |                       |                       |  |  |            |            |
|  | Brasil         | 3              | Brasil    | 3 |                       |                       |  |  |            |            |
|  | 9 ago          |                | Brasil    | 3 |                       |                       |  |  |            |            |
|  |                | México         | 1         |   |                       |                       |  |  |            |            |
|  | México         | México         | 1         | 3 |                       |                       |  |  |            |            |
|  | México         |                | 11 ago    | 3 |                       |                       |  |  |            |            |
|  | Colômbia       | 2              |           |   |                       |                       |  |  |            |            |
|  | Colômbia       | 2              | Brasil    | 3 |                       |                       |  |  |            |            |
|  | 9 ago          |                | Brasil    | 3 |                       |                       |  |  |            |            |
|  |                | Eslovênia      | 2         |   |                       |                       |  |  |            |            |
|  | Sérvia         | Eslovênia      | 2         | 0 |                       |                       |  |  |            |            |
|  | Sérvia         | 10 ago         |           | 0 |                       |                       |  |  |            |            |
|  | Eslovênia      | 3              |           |   |                       |                       |  |  |            |            |
|  | Eslovênia      | 3              | Eslovênia | 3 |                       |                       |  |  |            |            |
|  | 9 ago          |                | Eslovênia | 3 |                       |                       |  |  |            |            |
|  |                | Japão          | 1         |   | Décimo primeiro lugar | Décimo primeiro lugar |  |  |            |            |
|  | Japão          | Japão          | 1         | 3 | Décimo primeiro lugar | Décimo primeiro lugar |  |  |            |            |
|  | Japão          |                | 11 ago    | 3 |                       |                       |  |  |            |            |
|  | Argentina      | 2              |           |   |                       |                       |  |  |            |            |
|  | Argentina      | 2              | México    | 0 |                       |                       |  |  |            |            |
|  |                |                |           |   |                       |                       |  |  |            |            |
|  | Japão          | 3              |           |   |                       |                       |  |  |            |            |
|  | Japão          | 3              |           |   |                       |                       |  |  |            |            |

#### 9º – 16º lugar
| Data  | Hora  |            | Placar |           | Set 1 | Set 2 | Set 3 | Set 4 | Set 5 | Total   | Relatório |
| ----- | ----- | ---------- | ------ | --------- | ----- | ----- | ----- | ----- | ----- | ------- | --------- |
| 9 ago | 12:00 | Porto Rico | 0–3    | Brasil    | 9–25  | 11–25 | 18–25 |       |       | 38–75   | Relatório |
| 9 ago | 15:00 | México     | 3–2    | Colômbia  | 25–23 | 17–25 | 23–25 | 25–22 | 15–12 | 105–107 | Relatório |
| 9 ago | 18:00 | Sérvia     | 0–3    | Eslovênia | 17–25 | 21–25 | 23–25 |       |       | 61–75   | Relatório |
| 9 ago | 21:00 | Japão      | 3–2    | Argentina | 25–22 | 25–18 | 18–25 | 20–25 | 15–11 | 103–101 | Relatório |

#### 9º – 12º lugar
| Data   | Hora  |           | Placar |        | Set 1 | Set 2 | Set 3 | Set 4 | Set 5 | Total | Relatório |
| ------ | ----- | --------- | ------ | ------ | ----- | ----- | ----- | ----- | ----- | ----- | --------- |
| 10 ago | 18:00 | Brasil    | 3–1    | México | 24–26 | 25–10 | 25–16 | 25–19 |       | 99–71 | Relatório |
| 10 ago | 21:00 | Eslovênia | 3–1    | Japão  | 25–20 | 25–6  | 17–25 | 25–17 |       | 92–68 | Relatório |

#### Décimo primeiro lugar
| Data   | Hora  |        | Placar |       | Set 1 | Set 2 | Set 3 | Set 4 | Set 5 | Total | Relatório |
| ------ | ----- | ------ | ------ | ----- | ----- | ----- | ----- | ----- | ----- | ----- | --------- |
| 11 ago | 12:00 | México | 0–3    | Japão | 18–25 | 18–25 | 14–25 |       |       | 50–75 | Relatório |

#### Nono lugar
| Data   | Hora  |        | Placar |           | Set 1 | Set 2 | Set 3 | Set 4 | Set 5 | Total  | Relatório |
| ------ | ----- | ------ | ------ | --------- | ----- | ----- | ----- | ----- | ----- | ------ | --------- |
| 11 ago | 18:00 | Brasil | 3–2    | Eslovênia | 20–25 | 25–15 | 25–18 | 22–22 | 16–14 | 108–94 | Relatório |

### 13º – 16º lugar
|  | 13º – 16º lugar | 13º – 16º lugar |                     |   | Décimo terceiro lugar | Décimo terceiro lugar |
|  |                 |                 |                     |   |                       |                       |
|  | 10 ago          |                 |                     |   |                       |                       |
|  |                 |                 |                     |   |                       |                       |
|  | Porto Rico      | 2               |                     |   |                       |                       |
|  | Porto Rico      | 2               | 11 ago              |   |                       |                       |
|  | Colômbia        | 3               |                     |   |                       |                       |
|  | Colômbia        | 3               | Colômbia            | 0 |                       |                       |
|  | 10 ago          |                 | Colômbia            | 0 |                       |                       |
|  |                 | Argentina       | 3                   |   |                       |                       |
|  | Sérvia          | Argentina       | 3                   | 1 |                       |                       |
|  | Sérvia          |                 |                     | 1 |                       |                       |
|  | Argentina       | 3               |                     |   |                       |                       |
|  | Argentina       | 3               | Décimo quinto lugar |   |                       |                       |
|  |                 |                 |                     |   |                       |                       |
|  | 11 ago          |                 |                     |   |                       |                       |
|  |                 |                 |                     |   |                       |                       |
|  | Porto Rico      | 0               |                     |   |                       |                       |
|  | Porto Rico      | 0               |                     |   |                       |                       |
|  | Sérvia          | 3               |                     |   |                       |                       |

#### 13º – 16º lugar
| Data   | Hora  |            | Placar |           | Set 1 | Set 2 | Set 3 | Set 4 | Set 5 | Total   | Relatório |
| ------ | ----- | ---------- | ------ | --------- | ----- | ----- | ----- | ----- | ----- | ------- | --------- |
| 10 ago | 12:00 | Porto Rico | 2–3    | Colômbia  | 25–21 | 24–26 | 25–17 | 21–25 | 10–15 | 105–104 | Relatório |
| 10 ago | 15:00 | Sérvia     | 1–3    | Argentina | 25–8  | 20–25 | 20–25 | 19–25 |       | 84–83   | Relatório |

#### Décimo quinto lugar
| Data   | Hora |            | Placar |        | Set 1 | Set 2 | Set 3 | Set 4 | Set 5 | Total | Relatório |
| ------ | ---- | ---------- | ------ | ------ | ----- | ----- | ----- | ----- | ----- | ----- | --------- |
| 11 ago | 9:00 | Porto Rico | 0–3    | Sérvia | 23–25 | 19–25 | 23–25 |       |       | 65–75 | Relatório |

#### Décimo terceiro lugar
| Data   | Hora  |          | Placar |           | Set 1 | Set 2 | Set 3 | Set 4 | Set 5 | Total | Relatório |
| ------ | ----- | -------- | ------ | --------- | ----- | ----- | ----- | ----- | ----- | ----- | --------- |
| 11 ago | 15:00 | Colômbia | 0–3    | Argentina | 21–25 | 19–25 | 8–25  |       |       | 48–75 | Relatório |

## Classificação final
| Posição | Equipe         |
| ------- | -------------- |
|         | França         |
|         | Irã            |
|         | Coreia do Sul  |
| 4       | Estados Unidos |
| 5       | Bulgária       |
| 6       | Bélgica        |
| 7       | Itália         |
| 8       | Egito          |
| 9       | Brasil         |
| 10      | Eslovênia      |
| 11      | Japão          |
| 12      | México         |
| 13      | Argentina      |
| 14      | Colômbia       |
| 15      | Sérvia         |
| 16      | Porto Rico     |
| 17      | Índia          |
| 18      | Costa Rica     |
| 19      | Chile          |
| 20      | Nigéria        |

## Premiações
| Campeonato Mundial Sub-19 de 2023 |
| França                            |
| --------------------------------- |
| França Campeã (1.º título)        |

### Individuais
Os atletas que se destacaram individualmente foramː
| - Most Valuable Player (MVP) Mathis Henno - Melhor oposto Thomas Pujol - Melhor levantador Amir Tizi-Oualou - Melhor líbero Seyed Morteza Tabatabaei | - Melhores ponteiros Mathis Henno Lee Woojin - Melhores centrais Joris Seddik Armin Ghelichniazi |